# Жордан, Алексис
Клод Тома́ Алекси́с Жорда́н (фр. Claude Thomas Alexis Jordan; 29 октября 1814, Лион — 7 февраля 1897, там же) — французский ботаник.

## Краткая биография

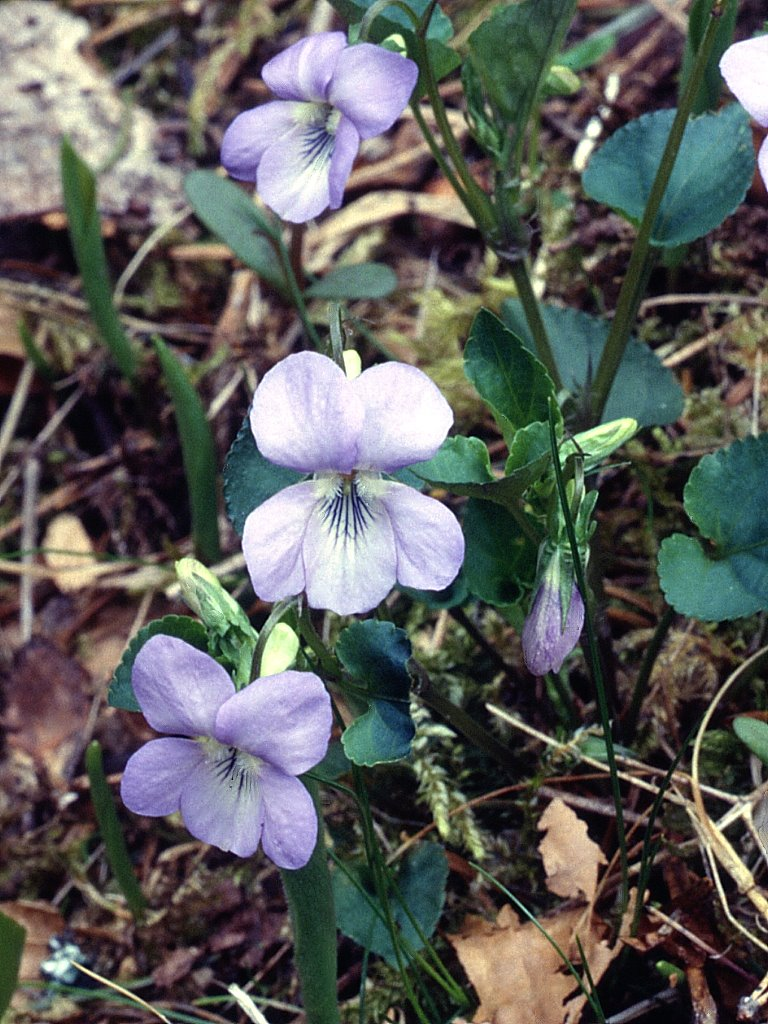
— одно из растений, описанных Жорданом

## Некоторые растения, описанные Жорданом
- Noccaea caerulescens (J.Presl et C.Presl) F.K.Mey. subsp. brachypetala  (Jordan) Tzvelev [syn. Thlaspi brachypetalum Jordan] — Ярутка лесная
- Santolina neapolitana Jordan et Fourr. — Сантолина неаполитанская
- Viola reichenbachiana Jordan ex Boreau — Фиалка лесная

## Таксоны, названные в честь Жордана
- Thalictrum jordani F.W.Schultz ex Jordan
- Centaurea jordaniana Gren. et Godr.
- Viola jordani Hanry
- Rosa jordani Déségl.
- Asperula jordani E.P.Perrier et Songeon ex Nyman

## В литературе
- Алексис Жордан послужил прототипом для героя комедии азербайджанского писателя Мирзы Фатали Ахундова «Повесть о Мусье Жордане — ученом-ботанике и дервише Масталишахе, знаменитом колдуне»[4].